# Könnigde
Könnigde là một đô thị thuộc huyện Stendal, bang Sachsen-Anhalt, Đức. Đô thị Könnigde có diện tích 6,59 km², dân số thời điểm ngày 31 tháng 12 năm 2006 là 164 người.